# Thomasville (Georgia)
Thomasville – miasto w Stanach Zjednoczonych, w stanie Georgia, siedziba administracyjna hrabstwa Thomas.